# Acutomunna foliacea
Acutomunna foliacea är en kräftdjursart som först beskrevs av Chardy 1975.  Acutomunna foliacea ingår i släktet Acutomunna och familjen Paramunnidae. Inga underarter finns listade i Catalogue of Life.